# Onthophagus anatolicus
Onthophagus anatolicus är en skalbaggsart som beskrevs av Rudolph Petrovitz 1962. Onthophagus anatolicus ingår i släktet Onthophagus och familjen bladhorningar. Inga underarter finns listade i Catalogue of Life.